# Schwarzach (Donau, Mariaposching)
Die Schwarzach ist ein über 10 km langer Fluss im Bayerischen Wald und dem angrenzenden Donautal durch die niederbayerischen Landkreise Straubing-Bogen und Deggendorf, der bei Mariaposching an der Landkreisgrenze von links und Nordnordwesten in die Donau mündet. Die längsten Abflusswege in ihrem Flusssystem erreichen fast 20 km Länge. Die Schwarzach ist ein Gewässer dritter Ordnung.

## Geographie

### Verlauf
Sie entsteht durch den Zusammenfluss des in ihrer Abflussrichtung nahenden  Rohrmühlbachs mit dem längeren linken Waldbach südlich von Markt Schwarzach und fließt in anfangs südöstlicher Richtung an Kumpfmühl, Aimühl, Riedhof, Haidmühle und Haid vorbei. Dort am Zulauf des längsten Oberlaufstrangs Bernrieder Bach, wiederum von links, verlässt sie den Bayerischen Wald in die Donau-Talebene und läuft fortan fast südlich. Dabei zieht sie an Anger, Aschenau, Hochstetten, Mösl, Moosmühle vorbei, um schließlich bei Sommersdorf in den Sommersdorfer Altarm der Donau zu münden.
Ihre letzten rund 3 km fließt die Schwarzach im künstlich angelegten Schwarzach-Sulzbach-Ableiter, der etwa von der Unterquerung der A3 bis zur neugeschaffenen Mündung führt; die alte lag etwa einen Kilometer weiter donauabwärts am Ortsrand von Kleinschwarzach am Ende eines mäanderreichen Abschnitts, durch den heute der Sulzbach mündet.

### Einzugsgebiet
Die Schwarzach entwässert 88 km² am Südwestabfall des Bayerischen Waldes und in deren Talebene hin zur Donau zwischen Bogen und Deggendorf. Angrenzende Entwässerungsgebiete sind das des Bogenbachs zur Kinsach im Nordwesten und Norden, das des Schwarzer-Regen-Zuflusses Teisnach im Nordosten. Weiter im Süden entwässert jenseits der östlichen Wasserscheide der Mettenbach seine Zuflüsse direkt zur abwärtigen Donau. Hinter der Süd- und Südwestgrenze des Schwarzach-Einzugsgebietes fließen nur kleinere Gewässer in der Talaue der Donau bzw. aus den niedrigen Vorhügeln des Bayerischen Waldes zu dieser.
Der höchste Abschnitt der Gesamtwasserscheide begrenzt im Nordosten das Teileinzugsgebiet des Bernrieder Bachs, hier hat sie ein Höhenmaximum auf dem Kamm des Rauhen Kulms gegen die Teisnach von 1050 m ü. NN. Die größte Erhebung ist jedoch der 1089 m ü. NN hohe Gipfel des Hirschensteins am Einzugsgebietsdreieck von Schwarzach, Teisnach und Bogenbach etwas weiter im Nordwesten.

### Zuflüsse
In ihrem oberen Abschnitt noch im Bayerischen Wald fließen längere Quellbäche und Zuflüsse gewöhnlich von links und aus Norden bis Nordosten in den Namenslauf ein, deren oberste Quellen liegen im und um den Schwarzacher Hochwald und höher noch am Hirschenstein auf bis zu 1020 m ü. NN.

### Gemeinden
Die Schwarzach selbst durchfließt oder berührt die Gemeindegebiete von Schwarzach, Niederwinkling, Mariaposching und Offenberg.